# Anders Andersson Winka
Anders Aron Andersson Winka, född 19 maj 1890 i Tärna socken, Lycksele lappmark, död 4 augusti 1982 i Tärnaby, var en svensk hemmansägare.

## Biografi

### Familj
Anders Andersson Winka var son till Anders Nilsson Winka (1861–1915) och Anna Albertina Andersdotter (1861–1938). Fadern var ägare av gården Södra Fjällnäs, belägen på norra eller östra stranden av Björkvattnet (Stor-Björkvattnet), Vapstens sameby. Han hade åtta syskon, sex bröder och två systrar.
Han var gift med Margreta Enoksdotter (1891–1964). Paret fick fem barn: Oskar Emanuel (1919–2001), Anna Maria (1920–2004), Nils Eskil (1923–2019), Tea Margreta (1926–2020) och Axel Erhard (1932–1963).

### Etnografika
När fadern dog 1915 sålde Anders Andersson Winka och tre av hans bröder – Jonas Gotthard (f. 1899), Axel Fritiof (1900–1983) och Engbert Emanuel (f. 1906) – efter arvsskiftet några föremål från Tärnaområdet till Ernst Persson. Detta var under Perssons insamlingsresa till Lappland 1917–1918 på uppdrag av Erland Nordenskiöld, intendent på Etnografiska avdelningen vid Göteborgs museum. Föremålen finns idag på Världskulturmuseet i Göteborg.

Rensele från Tärna socken, Lycksele lappmark, ur Världskulturmuseets samlingar.

### Emigration och återflyttning
Enligt uppgift emigrerade de fyra bröderna till Kanada. Anders och Axel Fritiof återvände till Sverige, medan Jonas Gotthard och Engbert Emanuel blev kvar.